# Jan Fischer (Politiker)

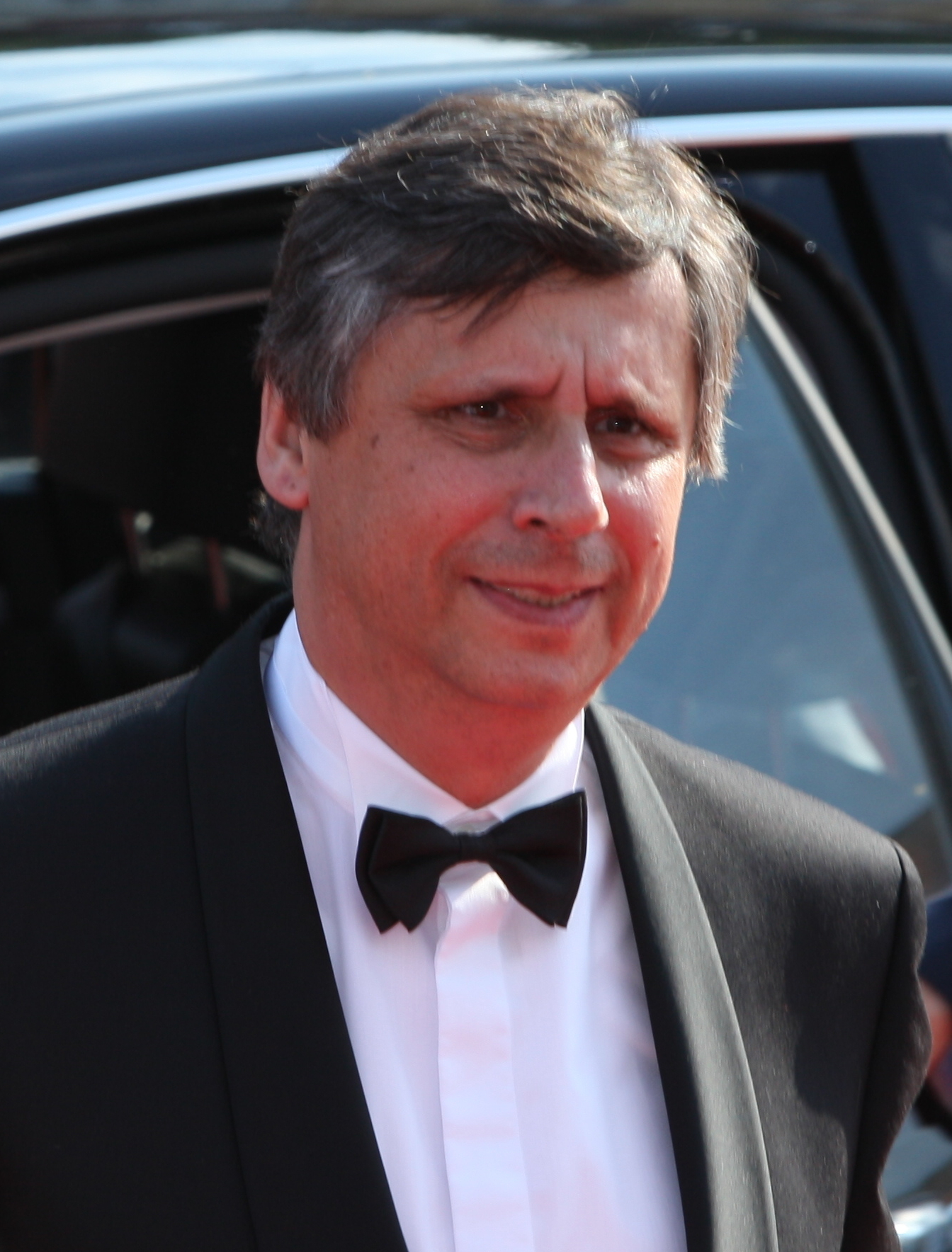
Jan Fischer

Jan Fischer (* 2. Januar 1951 in Prag) ist ein tschechischer Statistiker und Politiker. Er stand an der Spitze der Regierung Fischer, welche als Übergangsregierung vom 8. Mai 2009 bis 13. Juli 2010 im Amt war, außerdem war er Finanzminister in der Regierung Jiří Rusnok.

## Leben
Jan Fischer stammt aus einer jüdischen Familie, sein Vater ist ein Überlebender des Holocaust. Er studierte an der Wirtschaftsuniversität Prag und schloss das Studium im Jahr 1974 ab. Von 1980 bis 1989 war er Mitglied der Kommunistischen Partei der Tschechoslowakei. Kurz nach seinem Studium begann er bei der tschechoslowakischen Statistikbehörde zu arbeiten. Dort wurde er 1990 stellvertretender Leiter und behielt diese Position bis zur Trennung des Staates 1993. Im April 2003 wurde er zum Leiter des Tschechischen Statistischen Amtes (Český statistický úřad) ernannt.
Er ist zum zweiten Mal verheiratet und hat drei Kinder. Fischer lebt mit seiner Familie in einem Plattenbau im Prager Stadtviertel Barrandov. Als Ministerpräsident lehnte er es ab, in die offizielle Dienstvilla zu ziehen.

## Politik

### Ministerpräsident
Nach dem Sturz der Regierung Topolánek II im März 2009 wurde Jan Fischer am 9. April 2009 damit beauftragt, eine Übergangsregierung aus Parteilosen zu bilden, die die Regierungsgeschäfte bis zu vorgezogenen Neuwahlen im Oktober 2009 übernehmen sollte. Jedoch erklärte das Verfassungsgericht die Auflösung des Parlamentes für unwirksam. Eine daraufhin betriebene Verfassungsänderung stieß bei vielen Parlamentariern auf rechtliche Bedenken. Deshalb blieb die Regierung Fischer bis zum regulären Wahltermin am 28./29. Mai 2010 im Amt.
Am 8. Mai 2009 wurden er und seine Expertenregierung vereidigt. Er übernahm damit auch den Vorsitz des Europäischen Rates während der tschechischen Ratspräsidentschaft, die noch bis zum 30. Juni 2009 andauerte.
Vom Amt des Ministerpräsidenten trat Fischer gemäß den Vorgaben der Verfassung nach der Konstituierung der neugewählten Abgeordnetenkammer am 25. Juni 2010 zurück. Anschließend war er bis Mitte 2012 Vizepräsident der Europäischen Bank für Wiederaufbau und Entwicklung.
Am 10. Juli 2013 wurde er vom Staatspräsidenten Miloš Zeman als Finanzminister und erster Stellvertreter des  Ministerpräsidenten Jiří Rusnok vereidigt. Diese Funktionen hatte er bis zum Januar 2014 inne.

### Präsidentschaftskandidatur 2013
Jan Fischer kandidierte bei der Präsidentschaftswahl 2013 und galt in den Umfragen als einer der Favoriten. Er erhielt mit 16,35 % jedoch hinter Miloš Zeman und Karel Schwarzenberg nur den dritthöchsten Stimmenanteil und schied damit im ersten Wahlgang aus.